# Fürge mangábé
A fürge mangábé (Cercocebus agilis) a cerkóffélék családjába tartozó, Közép-Afrikában honos majomfaj.

## Megjelenése
A fürge mangábé hímjeinek testhossza 51–65 cm, farka 45–79 cm, súlya 7–13 kg. A nőstények jelentősen (40%-kal) kisebbek, testhosszuk 44–55 cm, súlyuk 5–7 kg közötti. Nyugati példányai valamivel nagyobbak. Testalkata karcsú, arca megnyúlt, végtagjai hosszúak, farka hosszabb lehet a testénél. Bundájuk "vadnyúlszínű" szürkésbarna (a szőrszálak feketével, barnával és fehérrel csíkozottak). Hátukon a szőrzet sötétebb szürke, itt a szőrszálak vége fekete. Hasa és végtagjai belső oldala világosszürke-piszkosfehér. Homlokán és feje tetején a szőr kissé meghosszabbodott és szétálló üstököt formáz. Arca, kezei és lábfejei csupaszak és rajta a bőr fekete. Arcukat egy világosabb keskeny szőrcsík keretezi. A kölykök arca még világosbarna és idővel kifeketedik. Farkuk hosszú, de kapaszkodni nem tudnak vele.

## Elterjedése
Közép-Afrikában honos, a Kongó folyótól északra fekvő erdőségekben: Délkelet-Kamerunban, Kelet-Egyenlítői-Guineában, Északkelet-Gabonban, a Kongói Köztársaság északi, a Közép-Afrikai Köztársaság déli és középső, valamint a Kongói Demokratikus Köztársaság északi részein.
Folyóközeli őserdőkben él, amelyeket esetenként elönthet az árvíz. A Közép-afrikai Köztársaság déli részén olyan erdőket is benépesít, amelyek mentesek az áradásoktól és messzebb vannak a nagyobb folyó- és állóvizektől. 

## Életmódja
Nappal aktív, ideje kb. negyedét-hatodát a talajon, a többit a lombok között tölti. 7-22 egyedből álló csoportokat alkot, amelyekben egy, néha több hím található. A csoportokat általában az egyetlen felnőtt hím vezeti, ha többen vannak, igyekeznek elkerülni egymást. A kisebb csoportok többnyire az esős évszak közepén és a száraz évszak elején verődnek össze nagyobb csapattá. A csoportok és az egyedek között is rangsorrend mutatkozik. A domináns majmok közösülést utánozva meghághatják a sorrendben alattuk levőket, de ennek nincs köze a szaporodásukhoz. A csoportok mintegy 2 km²-en belül mozognak, területüket meg is védhetik a betolakodókkal szemben.
Mindenevők; étrendjüket főleg érett és éretlen gyümölcsök, diók, magvak és rovarok, de emellett gombák, gyökerek, zsenge hajtások, madártojások, kisemlősök teszik ki. A diókat erőteljes zápfogaikkal törik fel. Élelemszerzésre fordított idejük harmadát-negyedét rovarok keresgélésére fordítják. Megfigyelték, hogy képesek megölni egy antilopborjút is. Rokonaihoz hasonlóan tápláléka egy részét képes jókora pofazacskóiban tárolni.
Otthonukban, a mocsaras talajú őserdőkben csak kevés ragadozó képes utolérni őket. Néha leopárdok, óriáskígyók vagy koronás sasok kapnak el egy-egy példányt. 

### Szaporodása
Többnejűségben élnek, vagyis az egyetlen, domináns hím párzik a csoport nőstényeivel. Lehetséges, hogy a nagyobb csapatokban a nőstények több hímmel is kapcsolatba kerülnek. Az ovuláló nőstény ivarszervének duzzanatával hirdeti állapotát. A nőstények 165-175 napnyi vemhesség után egyetlen utódot hoznak világra. Az újszülött csak jórészt csupasz és anyja hasi szőrzetébe kapaszkodik. 4-5 évesen érik el az ivarérettséget. Átlagos élettartamáról keveset tudni, de megérheti a huszadik életévét.

## Környezetvédelmi helyzete
A fürge mangábé a Természetvédelmi Világszövetség Vörös listáján nem veszélyeztetett státusszal szerepel. A helyi lakosság vadászik rá és élőhelyét az erdőirtások veszélyeztetik. Szerepel a washingtoni egyezmény II. függelékében, vagyis kereskedelme korlátozott.